# Peponidium sakalavense
Peponidium sakalavense är en måreväxtart som beskrevs av Razafim., Lantz och Birgitta Bremer. Peponidium sakalavense ingår i släktet Peponidium och familjen måreväxter.
Artens utbredningsområde är Madagaskar. Inga underarter finns listade i Catalogue of Life.